# Dacryodes hopkinsii
Dacryodes hopkinsii är en tvåhjärtbladig växtart som beskrevs av D. C. Daly. Dacryodes hopkinsii ingår i släktet Dacryodes och familjen Burseraceae. Inga underarter finns listade i Catalogue of Life.